# Gundelsheim (Treuchtlingen)
Gundelsheim ([ˈɡʊndl̩sˌhaɪ̯m] ⓘ) ist ein Gemeindeteil der Stadt Treuchtlingen im Landkreis Weißenburg-Gunzenhausen (Mittelfranken, Bayern). Die Gemarkung Gundelsheim hat eine Fläche von 8,624 km². Sie ist in 910 Flurstücke aufgeteilt, die eine durchschnittliche Flurstücksfläche von 9476,72 m² haben.

## Lage
Das Kirchdorf liegt in der südlichen Frankenalb, etwa 7 km südwestlich von Treuchtlingen in einem Urstromtal des Jura und wird vom Möhrenbach durchflossen.  Die Kreisstraße WUG 6 durchquert den Ort.

## Geschichte
Funde urnenfelderzeitlicher Scherben deuten auf eine Besiedlung der Gegend schon in der Zeit von 1300–800 v. Chr. hin. In der Gemarkung konnten drei römische Gutshöfe (Villae Rusticae) nachgewiesen werden. Vermutlich wurde schon zu dieser Zeit Marmor aus den örtlichen Steinbrüchen abgebaut, was ein in die Hauswand des Eichhofes eingamauertes römisches Relief bezeugt. Eine dauerhafte Besiedelung wird ab dem 4. Jahrhundert vermutet, die Entstehung als Dorf im 5./6. Jahrhundert. Um das Jahr 750 übernahm König Pippin, der Vater Karls des Großen den Ort in den Machtbereich des Frankenreiches. Gundelsheim lag im Sualafeldgau.
Die erste urkundliche Erwähnung datiert von 1097 als „Gundoltesch(ein)“: Pfalzgraf Rapoto V. übergab Besitz in Gundelsheim dem Kloster Sankt Ulrich und Afra in Augsburg. Spätere Schreibweisen des Ortes lauten Gundoldeshaim (1124/49) und Gundoltesheim (1175), was auf die Namensherkunft „Heim eines Gundolt“ hindeutet.
Zwischen 1182 und 1195 weihte Bischof Otto von Eichstätt die Dorfkirche St. Ulrich. In den folgenden Jahrhunderten wechselte der Ort einige Male die Herrschaft. Der Dreißigjährige Krieg hinterließ in dem Dorf verheerende Spuren.
1848 endete die Ära der Grundherren, nun mussten Steuern an das Rentamt Monheim gezahlt werden. Bis etwa 1930 war Gundelsheim rein landwirtschaftlich strukturiert. An der 1906 eröffneten Bahnstrecke Donauwörth–Treuchtlingen siedelte sich 1926 ein Marmorwerk an, das die Dorfstruktur nachhaltig veränderte. Nach dem Zweiten Weltkrieg stieg die Einwohnerzahl durch Siedlungstätigkeit stark an.
Gundelsheim war eine selbständige Gemeinde im schwäbischen Landkreis Donauwörth und wurde im Zuge der Gebietsreform in Bayern am 1. Juli 1972 in die Stadt Treuchtlingen eingemeindet.

## Heute
Die katholische Pfarrei Sankt Ulrich in Gundelsheim gehört zum Pfarreienverbund Wemding im Dekanat Weißenburg-Wemding im Bistum Eichstätt.
 Die Protestanten von Gundelsheim gehören zur evangelischen Kirchengemeinde St. Laurentius in Rehlingen.
Gundelsheim (Schwab) war ein inzwischen aufgelassener Haltepunkt an der Bahnstrecke Donauwörth–Treuchtlingen.